# Amblyseius bidens
Amblyseius bidens är en spindeldjursart som beskrevs av Wolfgang Karg 1970. Amblyseius bidens ingår i släktet Amblyseius och familjen Phytoseiidae. Inga underarter finns listade i Catalogue of Life.